# Crandall (Indiana)
Crandall est une municipalité située dans le comté de Harrison, dans l’État de l'Indiana, aux États-Unis. Lors du recensement de 2020, elle comptait 134 habitants.